# Îlet à Kahouanne
Îlet à Kahouanne är en ö i Guadeloupe (Frankrike). Den ligger i den nordvästra delen av Guadeloupe, 40 km norr om huvudstaden Basse-Terre. Arean är 0,30 kvadratkilometer.
Terrängen på Îlet à Kahouanne är lite kuperad. Den sträcker sig 0,8 kilometer i nord-sydlig riktning, och 0,5 kilometer i öst-västlig riktning.